# Mei (raperka)
Mei, właśc. Joanna Grabiec (ur. 20 lutego 1986 w Brzegu) – polska raperka i autorka tekstów.

## Kariera muzyczna
Karierę rozpoczęła we wczesnych latach 2000. Według portalu muzycznego „Glamrap” jest jedną z pionierek wśród polskich raperek. W 2005 raperka podpisała swój pierwszy kontrakt płytowy z wydawnictwem Camey Studio, w którym była jedną z trzech wokalistek tworzących zespół Chix. W ramach wydawnictwa współpracowała z takimi artystami jak Borixon, Pih, czy Groovebusterz.
W 2008 roku wyjechała do Włoch, gdzie kontynuowała karierę muzyczną u boku znanych, włoskich artystów. W 2012 roku wydała epkę Łamiąc Stereotyp, na której gościnnie wystąpili włoscy artyści hip-hop takich jak raper Clementino, zespół Club Dogo czy wokalistę Terron Fabio z zespołu „Sud Sound System”.
W 2016 roku wydała szereg singli, m.in. z takimi artystami jak Peja(Slums Attack), Dono, Verte (Wice Wersa), Pih oraz włoski wokalista Gabriel Piscopo. Wydała również utwór Reprezentacja przeznaczony na EURO 2016, stworzony z inicjatywy byłego trenera i piłkarza reprezentacji Polski w piłce nożnej Tomasza Hajto. Teledysk do utworu zapowiadał między innymi piłkarz Kamil Glik, Sławomir Peszko oraz Arkadiusz Milik.
W 2023 roku, po przerwie, wydała singiel Stockholm Syndrome z gościnnym udziałem m.in. amerykańskiego rapera Lil’ Dapa (zespół Group Home). Singiel został wyprodukowany przez RX
W 2024 roku wydała singiel wyprodukowany przez producenta RX, pt. 4 Elementy z gościnnym udziałem rapera Faziego, Dono oraz mc z Neapolu – Dope One. 4 lipca 2024 roku ukazała się również reedycja albumu Łamiąc Stereotyp, powstała także seria vlogów Czysty Hip-hop, w których artystka pokazywała kulisy powstawania singli, teledysków oraz przeprowadzała wywiady z innymi artystami ze sceny hip-hop. Raperka udzielała się gościnnie w wielu projektach, m.in. w utworze Wszystko jedno u boku rapera Buki i Emera.
Zapowiedziano również płytę EP we współpracy z raperem Fazim (Nagły Atak Spawacza) pt. Delirium. Album ukazał się 15 listopada 2024 roku nakładem wytwórni SOCV Music. Gościnnie na płycie pojawili się wykonawcy tacy jak Liroy, Peja, Pih czy Dono. W większości utworów można usłyszeć śpiew wokalistki o pseudonimie „Zdziarka”. Największym zaskoczeniem był wspólny utwór Faziego i Mei z Liroyem, gdyż raperzy od 1995 roku pozostawali w konflikcie, za sprawą dissu Nagłego Ataku Spawacza Antyliroy.

## Dyskografia
| Rok                        | Dane dot. albumu | Pozycja na liście |
| Rok                        | Dane dot. albumu | POL               |
| -------------------------- | --- | ----------------- |
| 2005                       | Przykre, ale prawdziwe (singiel) - Data: 14 stycznia 2005 - Wydawca: hip-hop.pl Camey Squad (Borixon, Nowator, Mei, Pih, Mleko, Lerek, Teka, WS PRO) - Powiedz jak to jest (Rap Eskadra ESKA 3) - Data: 28 listopad 2005 - Wydawca: Camey Studio                                                                                        | –                 |
| 2012                       | Łamiąc Stereotyp (EP) Jeden cel i plan feat. Club Dogo, Wice Wersa Wszyscy przeciw Wszystkim Nie wybaczam feat. Clementino Zamki z piasku feat. Terron Fabio (Sud Sound System) Kto jest kto feat. Gash - Data: 5 lipca 2012 - Wydawca: Italian Connection Rec                                                                          |                   |
| 2016                       | Co było to było feat. Peja, Radio/Wice Wersa, TerronRissa (singiel) - Data: 26 maja 2016 - Wydawca: Dwaem Media Group Od Nowa feat. Dono/Tewu (singiel) - Data: 31 lipca 2016 - Wydawca: Dwaem Media Group Reprezentacja feat. Dono/Tewu, Verte/Wice Wersa (singiel) - Wydawca: Fonografika                                             |                   |
| 2017                       | The Godmother feat. Pih, Verte/Wice Wersa, Gabriel Piscopo (singiel) - Wydawca: Dwaem Media Group |                   |
| 2023                       | Stockholm Syndrome feat. Lil' Dap / Group Home, Dono/TeWu, Dope One, Oyoshe prod. RX (singiel) - Data: 15 sierpnia 2023 - Wydawca: Step Records |                   |
| 2024                       | 4 Elementy feat. Fazi, Dono, Dope One prod. RX (singiel) - Data: 13 czerwca 2024 - Wydawca: SOCV Music |                   |
| 2024                       | Fazi x Mei " Delirium" (EP) - 1. Wirtualna postać (feat. Liroy; śpiew Zdziarka) 2. Numer telefonu (feat. Dono; śpiew Zdziarka) 3. Świat bezdusznych mas (śpiew Zdziarka) 4. Dwa kroki do piekła (śpiew Zdziarka) 5. Podnoszę się (śpiew Zdziarka) 6. Plugawa retoryka (feat. Peja, Pih) - Data: 15 listopada 2024 - Wydawca: SOCV Music | 44                |
| „–” album nie był notowany | |                   |

### Teledyski
| Rok  | Tytuł                                                                                         | Reżyseria                              | Album                 | Źródło |
| ---- | --------------------------------------------------------------------------------------------- | -------------------------------------- | --------------------- | ------ |
| 2011 | „Jeden cel i plan”(feat. Club Dogo, Wice Wersa)                                               | Endorfina Media                        | Łamiąc Stereotyp      | [ 52 ] |
| 2012 | „Wszyscy przeciw wszystkim”                                                                   | OG Piotr Ograbek                       | Łamiąc Stereotyp      | [ 53 ] |
| 2012 | „Zamki z piasku / Castelli de sabbia” (feat: Terron Fabio / Sud Sound System, RCK, Dj Uncino) | Klas Project                           | Łamiąc Stereotyp      | [ 54 ] |
| 2012 | „Nie wybaczam / Non perdono” (feat. Clementino, RCK)                                          | OG Piotr Ograbek                       | Łamiąc Stereotyp      | [ 55 ] |
| 2016 | „Od Nowa ”(feat: Dono/ TeWu)                                                                  | Loop Studio (Gianluca "Gesó" Esposito) | Singiel               | [ 56 ] |
| 2016 | „Co było to było” (feat: Peja, Radyo, TerronRissa)                                            | Loop Studio (Gianluca "Gesó" Esposito) | Singiel               | [ 57 ] |
| 2016 | „Reprezentacja” (feat: Dono, Verte)                                                           | Delaflow                               | Singiel               | [ 58 ] |
| 2017 | „The Godmother”(feat: Pih, Verte, Gabriel Piscopo)                                            | Loop Studio (Gianluca "Gesó" Esposito) | Singiel               | [ 59 ] |
| 2022 | „Nie płacz” (CZN&J - Czeczen Joanna feat: Mei, Tektyw)                                        | Hendrix Media                          | RipGangSquad          | [ 60 ] |
| 2024 | „Stockholm Syndrome” (feat: Lil' Dap / Group Home, Dono, Dope One, Oyoshe, prod. RX)          | Loop Studio (Gianluca "Gesó" Esposito) | Singiel               | [ 61 ] |
| 2024 | "4 Elementy"(feat: Fazi, Dono, Dope One, prod. RX)                                            | De Film Mission (Tomasz Donocik)       | Singiel               | [ 21 ] |
| 2024 | "14 Dni" (CZN&J - Czeczen Joanna feat: Querto, Mei, Trebuh)                                   | Hendrix Media                          | RipGangSquad 2        | [ 62 ] |
| 2024 | "Numer telefonu" (feat: Dono, śpiew Zdziarka)                                                 | De Film Mission (Tomasz Donocik)       | Fazi x Mei "Delirium" | [ 50 ] |
| 2024 | "Wszystko jedno" (Emer feat: Mei, Buka)                                                       | EMER                                   | Emer "Nyks"           | [ 26 ] |
| 2024 | "Apokalipsa Zombie" (CZN&J - Czeczen Joanna feat: Soberman, Mei)                              | Hendrix Media                          | RipGangSquad 2        | [ 63 ] |
| 2024 | "Wirtualna postać" (feat: Liroy, śpiew Zdziarka)                                              | Verte 071 (Krzysztof Kołdras)          | Fazi x Mei "Delirium" | [ 49 ] |
| 2024 | "Mimo wszystko" (CZN&J - Czeczen Joanna feat: Mei)                                            | Hendrix Media                          | RipGangSquad 2        | [ 64 ] |

## Nagrody i wyróżnienia
| Rok  | Kategoria                       | Tytułem                                    | Nagroda         | Nota      | Źródło |
| ---- | ------------------------------- | ------------------------------------------ | --------------- | --------- | ------ |
| 2025 | Raperka roku                    | Mei                                        | Popkillery 2025 | Nominacja | [ 65 ] |
| 2025 | Alternatywny album roku hip-hop | Fazi x Mei - Delirium                      | Popkillery 2025 | Nominacja | [ 66 ] |
| 2025 | Kooperacja Roku                 | Fazi x Mei ft Liroy - Wirtualna Postać     | Popkillery 2025 | Nominacja | [ 67 ] |
| 2025 | Kooperacja Roku                 | Fazi x Mei ft Pih, Peja - Plugawa Retoryka | Popkillery 2025 | Nominacja | [ 68 ] |